# Johnny Payak
John Payak jr., detto Johnny (Rossford, 20 novembre 1926 – Toledo, 27 febbraio 2009), è stato un cestista e arbitro di pallacanestro statunitense, professionista nella NBA e nella NPBL.

## Palmarès
- All-NPBL Second Team (1951)